# Gonzalo de los Santos
Gonzalo de los Santos da Rosa (Salto, 19 de julho de 1976) é um futebolista uruguaio que se destacou no futebol espanhol.

## Carreira
Revelado pelo Peñarol, em 1995, De los Santos despertou a atenção dos principais clubes europeus em 1997, mas foi o inexpressivo Mérida largou na frente e contratou o meia. Seu desempenho chamou a atenção do Málaga, que o contratou em 1998.
Após fazer sucesso em terras andaluzes, El Gaucho (apelido que recebeu por ter nascido próximo da fronteira com o Brasil), começou a ver sua carreira "ir para o lixo" após passagens malsucedidas por Valencia, Atlético de Madrid e Mallorca (ambas por empréstimo). Tentou se reerguer no Hércules, mas esta passagem também não foi muito feliz, e em 2008, De los Santos retornou ao Peñarol.

## Seleção
El Gaucho estreou na Uruguai em 1996. Disputou a Copa América 1997, a Copa das Confederações do mesmo ano e a Copa de 2002, atuando por vinte minutos na partida contra a França.